# DO Весов
DO Весов (лат. DO Librae) — одиночная переменная звезда в созвездии Весов на расстоянии (вычисленном из значения параллакса) приблизительно 148930 световых лет (около 45662 парсеков) от Солнца. Видимая звёздная величина звезды — от +15,4m до +14m.

## Характеристики
DO Весов — пульсирующая переменная звезда типа RR Лиры (RR).